# VR Bank Niederbayern-Oberpfalz
Die VR Bank Niederbayern-Oberpfalz eG ist eine deutsche Genossenschaftsbank für Privatkunden mit Sitz in der bayerischen kreisfreien Stadt Regensburg. 

## Geschichte
Die heutige VR Bank Niederbayern-Oberpfalz eG gehörte bis zum Jahr 2015 der PSD Bankengruppe an und besteht nicht wie die meisten anderen Banken der PSD-Gruppe seit dem Jahr 1872. Damals wurden im ganzen Deutschen Kaiserreich „Post-Spar- und Vorschussvereine“ gegründet, die ab 1903 als „Post-Spar- und Darlehnsvereine“ firmierten. Ausnahme waren jedoch Bayern und Württemberg. Hier war eine Gründung erst ab dem Jahr 1934 möglich, als die Postverwaltung dieser Länder auf das Reich überging. Der Post-Spar- und Darlehnsverein Regensburg mit Sitz in Regensburg wurde 1936 gegründet.
Nach dem Krieg wurden die Geschäfte am 1. April 1946 wiederaufgenommen. 1989 erfolgte die Umstellung auf die Marke PSD und damit die Umfirmierung in PSD Bank Post-Spar- und Darlehnsverein Regensburg. Im Jahr 1998 wurde die Rechtsform vom Wirtschaftlichen Verein in die einer eingetragenen Genossenschaft und damit die Firmierung in PSD Bank Regensburg eG geändert. Im Jahr 2010 erfolgte die Umfirmierung in den Namen PSD Bank Niederbayern-Oberpfalz eG. 
Am 22. Juni 2015 wurde eine Ausweitung des Geschäftsgebiets auf ganz Deutschland von der Mitgliederversammlung beschlossen. Damit verbunden war ein Austritt aus dem Verband der PSD Banken. Die Geschäftsbereiche Oberpfalz und Niederbayern übernahmen im Anschluss die PSD Bank Nürnberg bzw. München. Seitdem trat die Bank in der Öffentlichkeit unter der Marke Meine Bank auf. Im Dezember 2017 erfolgte die Umfirmierung in VR Bank Niederbayern-Oberpfalz eG, die im Folgejahr im Genossenschaftsregister eingetragen wurde.
Im Jahr 2021 fusionierte die Bank mit der Raiffeisenbank Bruck eG mit dem Sitz in Bruck in der Oberpfalz. Die damalige Raiffeisenbank Bruck eGmbH fusionierte im Jahr 1954 mit der Raiffeisenkasse Neubäu eGmuH mit dem Sitz in Neubäu am See.

## Rechtsverhältnisse
Die VR Bank Niederbayern-Oberpfalz eG ist im Genossenschaftsregister beim Amtsgericht Regensburg unter GnR 657 eingetragen.

## Organisationsstruktur
Rechtsgrundlagen sind das Genossenschaftsgesetz und die durch die Generalversammlung beschlossene Satzung. Organe der Bank sind der Vorstand und der Aufsichtsrat sowie die Generalversammlung.

## Sicherungseinrichtung
Die VR Bank Niederbayern-Oberpfalz eG ist neben der gesetzlichen Einlagensicherung der amtlich anerkannten Sicherungseinrichtung des Bundesverbandes der Deutschen Volksbanken und Raiffeisenbanken GmbH und der zusätzlichen freiwilligen Sicherungseinrichtung des Bundesverbandes der Deutschen Volksbanken und Raiffeisenbanken e.V. angeschlossen. Diese Einrichtung betreibt Einlagenschutz, wodurch die Einlagen (Sparbriefe, Spar-, Termin- und Sichteinlagen sowie von angeschlossenen Banken ausgegebene Inhaberschuldverschreibungen und Zertifikate) von Kunden in unbegrenzter Höhe gesichert sind.

## Geschäftsausrichtung
Die VR Bank Niederbayern-Oberpfalz eG betreibt das Universalbankgeschäft. Im Verbundgeschäft arbeitet sie mit der DZ Bank, R+V Versicherung, Bausparkasse Schwäbisch Hall, Teambank, VR Smart Finanz, DZ Hyp und der Union Investment zusammen. Die VR Bank Niederbayern-Oberpfalz ist dem bundesweiten BankCard ServiceNetz angeschlossen.

## Geschäftsgebiet
Der Geschäftsbereich umfasste bis 2015 die Regierungsbezirke Niederbayern und Oberpfalz. Seit Jahresbeginn 2016 ist die Bank bundesweit tätig.
An diesen Orten betreibt die Bank Filialen:
- Regensburg (Hauptstelle, jur. Sitz)
- Landshut (Geschäftsstelle)
- Bruck (Geschäftsstelle)

## Trivia
Die VR Bank Niederbayern-Oberpfalz war eines der wenigen Kreditinstitute in Deutschland, die bis September 2025 ein kostenfreies Girokonto (bei Gehaltseingang, jedoch ohne Mindesthöhe) angeboten haben. Seit Oktober 2025 sind mindestens 1000 € Gehaltseingang erforderlich, sodass Sozialleistungsempfänger und Menschen mit kleiner Rente nicht mehr angesprochen werden.

## Tochtergesellschaften
- VaiRreisen GmbH, Regensburg